# Leptogaster crassipes
Leptogaster crassipes là một loài ruồi trong họ Asilidae. Leptogaster crassipes được Hsia miêu tả năm 1949. Loài này phân bố ở vùng Cổ Bắc giới và châu Á.